# Kuźnica Janiszewska
Kuźnica Janiszewska is een plaats in het Poolse district  Turecki, woiwodschap Groot-Polen. De plaats maakt deel uit van de gemeente Brudzew en telt 115 inwoners.